# Torre dei Falconieri
La Torre dei Falconieri è una torre medievale situata nell'omonimo quartiere di Paternò, in provincia di Catania.

## Storia e descrizione
La torre, la cui costruzione viene fatta risalire al XIV secolo, ha un'altezza di 12 metri ed una base quadrangolare di 5 x 6 metri, e data la sua struttura, lo stile architettonico è quello arabo-normanno.
Costruita in pietra lavica, la sua superficie si presenta merlata ai suoi angoli, quattro facciate in cui vi è un arco a tutto sesto anch'esso merlato ai bordi, ed una coronatura nella sua parte sommitale. Verso il XVII secolo, accanto vi fu costruita una chiesa dedicata alla patrona Santa Barbara (che dal 1699 fu Chiesa della Madonna dell'Itria), e da allora la torre funse da campanile.
Sul nome dato alla torre, diverse sono state le ipotesi formulate dagli studiosi. La più accreditata sarebbe quella secondo cui, la torre fu costruita come avamposto militare utilizzato dai falconieri.
È ubicata in una piazzetta del quartiere dei Falconieri, in pieno centro storico di Paternò.